# ناتالیا یانوشک
ناتالیا یانوشک (لهستانی: Natalia Janoszek؛ زادهٔ ۱۵ ژوئن ۱۹۹۰) شخصیت تلویزیونی، سلبریتی، مدل، خواننده و بازیگر اهل لهستان است.
از فیلم‌هایی که وی در آن‌ها نقش داشته است، می‌توان به ۳۶۵ روز اشاره نمود.